# Tribunal Europeu de Justiça
Para o poder judicial da União Europeia, consulte Tribunal de Justiça da União Europeia.
Para o tribunal internacional do Conselho da Europa que interpreta a Convenção Europeia dos Direitos Humanos, consulte Tribunal Europeu dos Direitos Humanos.

O Tribunal Europeu de Justiça (TEJ), formalmente apenas Tribunal de Justiça (francês: Cour de Justice), é o supremo tribunal da União Europeia em questões de direito da União Europeia. Como parte integrante do Tribunal de Justiça da União Europeia (TJUE), tem a tarefa de interpretar o direito da UE e de garantir a sua aplicação uniforme em todos os estados-membros da UE, nos termos do artigo 263.º do Tratado sobre o Funcionamento da União Europeia (TFUE).
| Tribunais           | Tribunal de Justiça da União Europeia (TJUE) | Tribunal de Justiça da União Europeia (TJUE) |
| Tribunais           | Tribunal de Justiça                          | Tribunal Geral                               |
| ------------------- | -------------------------------------------- | -------------------------------------------- |
| Designação informal | Tribunal Europeu de Justiça (TEJ)            | Tribunal Geral Europeu (TGE)                 |

O Tribunal foi criado em 1952 e tem sede no Luxemburgo. É composto por um juiz de cada estado-membro – atualmente 27 – pese embora normalmente julgue casos em painéis de três, cinco ou quinze juízes.
O TJE é o tribunal de mais alta instância da União Europeia em questões de direito da União, mas não de direito nacional. Não é possível recorrer das decisões dos tribunais nacionais para o TJE, mas sim os tribunais nacionais é que remetem as questões do direito da UE para o TJE. Porém, cabe, em última análise, ao tribunal nacional aplicar a interpretação resultante aos fatos de qualquer caso específico, pese embora apenas os tribunais nacionais de última instância estarem obrigados a submeter as questões do direito da União ao TJE sempre que estas forem abordadas. Os tratados conferem ao TJE o poder de aplicar consistentemente o direito da UE em toda a UE.
O tribunal também atua como tribunal administrativo e constitucional entre as outras instituições da UE e os estados-membros e pode anular ou invalidar atos ilegais das instituições, órgãos, organismos e agências da UE.

## História
O tribunal foi criado em 1952, pelo Tratado de Paris (1951) como parte da Comunidade Europeia do Carvão e do Aço (CECA). Foi instituído com sete juízes, permitindo tanto a representação de cada um dos seis estados-membros como tendo um número ímpar de juízes para os casos de empate. Foi nomeado um juiz de cada estado-membro e o sétimo assento foi alternado entre os "grandes estados-membros" (Alemanha Ocidental, França e Itália). Tornou-se uma instituição de outras duas comunidades adicionais em 1957, quando a Comunidade Económica Europeia (CEE) e a Comunidade Europeia da Energia Atómica (Euratom) foram criadas, partilhando os mesmos tribunais com a Comunidade Europeia do Carvão e do Aço (CECA).
O Tratado de Maastricht foi ratificado em 1993 e criou a União Europeia (UE). A designação do Tribunal não mudou ao contrário das outras instituições. O poder do Tribunal residia no pilar comunitário (o primeiro pilar).
O Tribunal ganhou poder em 1997, com a assinatura do Tratado de Amesterdão. As questões do terceiro pilar foram transferidas para o primeiro pilar. Anteriormente, estas questões eram resolvidas entre os estados-membros.
Após a entrada em vigor do Tratado de Lisboa a 1 de dezembro de 2009, a designação oficial do TJE foi alterada de "Tribunal de Justiça das Comunidades Europeias" para "Tribunal de Justiça", pese embora em inglês ainda seja mais comum referir-se ao Tribunal como o Tribunal Europeu de Justiça. O Tribunal de Primeira Instância foi renomeado como o "Tribunal Geral", e o termo "Tribunal de Justiça da União Europeia" designa, na atualidade, oficialmente, os dois tribunais, bem como os seus tribunais especializados, considerados em conjunto.

## Processo e idiomas de trabalho
O procedimento perante o TJE é determinado pelo seu próprio Regulamento Interno (Règlement intérieur ou Rules of Procedure). Regra geral, o processo do Tribunal inclui uma fase escrita e uma fase oral. O processo é levado a cabo numa das línguas oficiais da União Europeia escolhida pelo requerente, pese embora quando o réu seja um estado-membro ou nacional de um estado-membro, o requerente deva escolher uma língua oficial desse estado-membro, a menos que as partes acordem em contrário.
Porém, a língua de trabalho do tribunal é a língua do processo que está a ser ouvido, sendo o francês a língua comum para a discussão, e é nesta língua que os juízes deliberam, as peças processuais e as observações legais escritas são traduzidas e em que a sentença é redigida. Os Advogados-Gerais, pelo contrário, podem trabalhar e redigir os seus pareceres em qualquer língua oficial, uma vez que não participam em quaisquer deliberações. Estas opiniões são então traduzidas para francês para entendimento dos juízes e das suas deliberações. Porém, todos os documentos utilizados no processo estão na língua do processo e a única versão que faz fé do acórdão proferido pelo Tribunal de Justiça ou pelo Tribunal Geral é a que aparece na língua do processo.

## Leituras adicionais
- Gunnar Beck, The Legal Reasoning of the Court of Justice of the EU, Hart Publishing (Oxford), 2013.
- Gerard Conway, The Limits of Legal Reasoning and the European Court of Justice, Cambridge University Press (Cambridge), 2012
- Craig, Paul; de Búrca, Gráinne (2011). EU Law, Text, Cases and Materials (5th ed.). Oxford, New York: Oxford University Press. ISBN 978-0-19-957699-9.
- William Phelan, Great Judgments of the European Court of Justice: Rethinking the Landmark Decisions of the Foundational Period (Cambridge University Press, 2019)
- Alec Stone Sweet, The Judicial Construction of Europe (Oxford University Press, 2004). The Judicial Construction of Europe
- Alec Stone Sweet, "The European Court of Justice and the Judicialisation of EU Governance", Living Reviews in European Governance 5 (2010) 2, Living Reviews and Companion Research Journals – 3 Communities Portal.